# 미하엘 하베크
미하엘 하베크(독일어: Michael Habeck, 1944년 4월 23일 ~ 2011년 2월 4일)는 독일의 배우, 성우이다.
영화 《장미의 이름》에서 베렝가 수도사 역으로 출연하였다. 뮌헨에서 사망하였다.

## 영화
- 펫슨과 핀더스 3 - 요정 기계 소동 (2005년)
- 시간의 바퀴 (2003년)
- 스쿨 아웃 (1999년)
- 펠리대 (1994년)
- 저격자 (1988년)
- 장미의 이름 (1986년)
- 소년 실라스의 모험 (1981년)